# Nieminen (sjö i Vieremä, Norra Savolax)
Nieminen är en sjö i kommunen Vieremä i landskapet Norra Savolax i Finland. Sjön ligger 116,1 meter över havet. Den är 5,57 meter djup. Arean är 64 hektar och strandlinjen är 5,1 kilometer lång. Sjön  ingår i Vuoksens huvudavrinningsområde.   Den ligger omkring 100 kilometer norr om Kuopio och omkring 420 kilometer norr om Helsingfors. 